# Хрушово
Хрушово (слч. Hrušovo) насељено је мјесто са административним статусом сеоске општине (слч. obec) у округу Римавска Собота, у Банскобистричком крају, Словачка Република.

## Становништво
| Година:    | 1994. | 2004.    | 2014.    | 2024.    |
| ---------- | ----- | -------- | -------- | -------- |
| Број људи: | 252   | 225      | 193      | 161      |
| Разлика:   |       | -10,71 % | -14,22 % | -16,58 % |

| Година:    | 2023. | 2024.   |
| ---------- | ----- | ------- |
| Број људи: | 162   | 161     |
| Разлика:   |       | -0,61 % |

Према подацима о броју становника из 2011. године насеље је имало 199 становника.